# Рыбник (Львовская область)
Рыбник (укр. Рибник) — село в Сходницкой поселковой общине Дрогобычского района Львовской области Украины.
Население по переписи 2001 года составляло 663 человека. Занимает площадь 27,5 км². Почтовый индекс — 82195. Телефонный код — 3244.